# Крокум (община)
Община Круком (на шведски: Krokoms kommun) е разположена в лен Йемтланд, североизточна Швеция с обща площ 6857 km2 и население 14 643 души (към 31 декември 2013). Административен център на община Круком е едноименния град Круком.